# Miroslava Geč Korošec
Miroslava Geč Korošec, slovenska pravnica in sodnica, * 28. februar 1939, Maribor, † 19. julij 2002, Piran.
Leta 1962 je diplomirala na Pravni fakulteti v Ljubljani in leta 1966 opravila pravosodni izpit ter se zaposlila kot pravna svetovalka v podjetju Metalna. Med letoma 1968 in 1971 je zasedala položaj sodnica na Občinskem sodišču na Ptuju, kasneje na Občinskem sodišču v Mariboru. Predavala je na Višji pravni šoli v Mariboru, Visoki zdravstveni šoli v Mariboru, Visoki šoli za socialno delo v Ljubljani, na Pedagoški fakulteti v Mariboru ter več tujih univerzah v Avstriji, Nemčiji, Švici in na Norveškem. Leta 1998 je postala prva sodnica Ustavnega sodišča Republike Slovenije, kjer je delovala do upokojitve leta 2000. Dve leti zatem se je utopila med počitnicami v Piranu.